# Trận Zeeland
Lỗi Lua trong Mô_đun:Location_map tại dòng 495: Không có giá trị kinh độ.
Trận Zeeland là một cuộc chiến ít được biết đến tại Mặt trận phía Tây, diễn ra trong giai đoạn đầu cuộc tấn công của Đức Quốc xã vào Pháp và Vùng Đất Thấp thuộc Chiến tranh thế giới thứ hai. Nhiều đơn vị lính Hà Lan và Pháp đã cố gắng chống cự trước sức tiến công của Đức bằng cách thiết lập một tuyến phòng thủ vững chắc tại tỉnh Zeeland của Hà Lan. Trận chiến kéo dài 8 ngày và là một thất bại đáng thất vọng cho các lực lượng phòng thủ Pháp và Hà Lan.

## Hệ thống phòng thủ và quân đội trong tỉnh

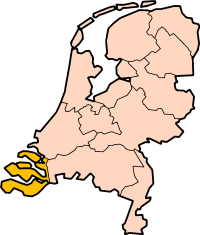
Tỉnh Zeeland